# Lord Chief Justice (England og Wales)
Lord Chief Justice er retspræsident og leder af retsvæsenet i England og Wales. 

## Leder af det engelske retsvæsen
Tidligere var Lord Chief Justice nummer to i det engelske retsvæsen, placeret lige efter lordkansleren. Ved forfatningsreformen i 2005 blev han forfremmet til førstepladsen. 

## Dommer i straffesager
Lord Chief Justice er også præsident for kriminalafdelingen (Criminal Division) i Appeldomstolen for England og Wales.

## Oprettet i 1875
Embedet som Chief Justice for England blev oprettet i det 13. århundrede.
Den nuværende stilling som Lord Chief Justices af England (senere af England og Wales) blev oprettet i 1875.

## Skotland og Nordirland
Nordirland har sin egen Lord Chief Justice, mens det tilsvarende embede i Skotland hedder Lord President of the Court of Session.